# جمهوريون راديكاليون
كان الجمهوريون الراديكاليون (عُرفوا لاحقًا أيضًا ب«ستالوارتز») فئة من السياسيين الأمريكيين ضمن الحزب الجمهوري منذ تأسيس الحزب في عام 1854 (قبل الحرب الأهلية الأمريكية) حتى نهاية عصر إعادة الإعمار في تسوية العام 1877. وقد سموا أنفسهم ب«الراديكاليين» بسبب هدفهم المباشر والتام والدائم بالقضاء على العبودية دون مساومة. وُوجه الراديكاليون خلال الحرب من قبل الجمهوريين المعتدلين المعاصرين (بقيادة الرئيس أبراهام لينكولن)، وأيضًا من قبل الحزب الديمقراطي المؤيد للعبودية والمناهض لإعادة البناء وأيضًا الليبراليين في الولايات الأمريكية الشمالية خلال إعادة الإعمار. قاد الراديكاليون الجهود بعد الحرب لمنح العبيد السابقين حقوقًا مدنية في الولايات الثائرة، وطرحوا التعديل الرابع عشر لدستور الولايات المتحدة الأمريكية والحماية التشريعية ضمن الكونغرس. وعارضوا السماح لموظفي الولايات الكونفدرالية الأمريكية السابقة باستعادة السلطة السياسية في الولايات الجنوبية وشددوا على المساواة والحقوق المدنية وحق الاقتراع للمعتوقين، أي للعبيد السابقين الذين حرروا خلال الحرب الأهلية أو بعدها عبر إعلان تحرير العبيد وتعديل الثالث عشر لدستور الولايات المتحدة الأمريكية. 
خلال الحرب، عارض الجمهوريون الراديكاليون اختيار لينكولن الأولي للجنرال جورج بي مكليلان لقيادة جيش بوتوماك الشرقي الرئيسي وعارضوا أيضًا جهود لينكولن في عام 1864 لإعادة ضم الولايات الجنوبية المنفصلة إلى الاتحاد بأسرع وأقرب وقت ممكن. أدرك لينكولن في وقت لاحق ضعف ماكليلان وأعفاه من مهمة القيادة. مرر الراديكاليون خطتهم الخاصة بإعادة الإعمار ضمن الكونغرس في عام 1864، إلا أن لينكولن منع الخطة وكان عند اغتياله في شهر أبريل من عام 1865 يطبق سياساته الخاصة بصفته القائد العسكري للقوات المسلحة. طرح الردايكاليون إلغاء العبودية دون تعويض في حين أراد لينكولن تعويض ملاك العبيد الذين كانوا موالين للاتحاد. بعد الحرب، طالب الراديكاليون بالحقوق المدنية للعبيد المحررين، بما في ذلك الإجراءات التي تضمن حق الاقتراع. وكانوا أصحاب المبادرة في قوانين إعادة الإعمار المتعددة وأيضًا التعديل الرابع عشر لدستور الولايات المتحدة الأمريكية وحدوا من الحقوق السياسية وحقوق الاقتراع للموظفين المدنيين في الولايات الكونفدرالية الأمريكية السابقة والموظفين العسكريين. وخاضوا صراعًا حادًا ضد خلف لينكولن، آندرو جونسون، وهو مالك عبيد سابق من تينيسي كان يؤيد السماح للولايات الجنوبية في أن تبت بمسألة حقوق ومكانة العبيد السابقين. بعد رفض جونسون للعديد من قوانين مجلس الشيوخ التي كانت تؤيد الحقوق المدنية للعبيد السابقين، حاول الراديكاليون الإطاحة به من منصبه من خلال إجراء سحب الثقة، الذي لم يُقر بفارق صوت واحد في عام 1868.

## الائتلاف الراديكالي
تأثر الراديكاليون بشدة بالمثل الدينية، وكان العديد منهم مسيحيين إصلاحيين رأوا في العبودية شرًا وفي الحرب الأهلية عقابًا إلهيًا على العبودية. كان مصطلح «راديكالي» مصطلحًا شائع الاستخدام في حركة مناهضة العبودية قبل الحرب الأهلية، ولم يكن بالضرورة يشير إلى مؤيدي إبطال العبودية، بل كان يشير على وجه التحديد إلى السياسيين الشماليين الذين عارضوا بشدة قوة الرقيق. كان العديد منهم وربما غالبيتهم من حزب اليمين، كويليام إتش سيوارد، وهو منافس رئاسي بارز في عام 1860 ووزير خارجية لينكولن، ثاديوس ستيفنز من بنسلفانيا، وأيضًا هوراس غريلي محرر الصحيفة الراديكالية الأبرز نيويورك تريبيون. كان ثمة تحرك في كلا الاتجاهين: خلال الحرب أصبح بعض ردايكاليي ما قبل الحرب أقل راديكالية في حين أصبح بعض معتدلي ما قبل الحرب راديكاليين. وكان بعض راديكاليي الحرب ديمقراطيين قبل الحرب، وغالبًا ما شغلوا مواقع مؤيدة للعبودية. كان من بينهم جون إيه لوغان من إلينوي وإدوين ستانتون من أوهايو وبنجامين بتلر من ماساتشوسيتس ويوليسيس إس غرانت من إلينوي ونائب الرئيس آندرو جونسون، ولاحقًا سيبتعد جونسون عن الراديكاليين بعد أن يصبح رئيسًا.

نال الراديكاليون سلطة الأكثرية في مجلس الشيوخ في انتخابات العام 1866 بعد أن أفضت حلقات عديدة من العنف بالعديد من النواب إلى اعتبار سياسات الرئيس جونسون الضعيفة في إعادة البناء غير كافية. اشتملت هذه الحلقات على أعمال شغب نيو أورليانز وأعمال شغب ممفيس لعام 1866. في منشور موجه إلى المقترعين السود عام 1867، ذكرت لجنة اتحاد مجلس الشيوخ الجمهوري: 
إن كلمة راديكالي حين تطبق على السياسيين والأحزاب السياسية ... تشير إلى شخص يؤيد التعامل مع المسائل من جذورها بإخلاص كامل، ويرغب بإلغاء العبودية والقضاء على كل رادع يتعلق بها.
لم يكن الراديكاليون منظمين بصورة رسمية في أي يوم وكان ثمة انضمامات وانسحابات من الجماعة. كان أكثر قادة الراديكاليين نجاحًا ومنهجية هو عضو مجلس الشيوخ عن ولاية بنسلفانيا ثاديوس ستيفنز في مجلس النواب. كان الديمقراطيون معارضين بشدة للراديكاليين، إلا أنهم كانوا بشكل عام أقلية ضعيفة في السياسة إلى أن سيطروا على المجلس في انتخابات مجلس الشيوخ لعام 1874. عادة ما لاقى الراديكاليون معارضة من فصيلي «المعتدلين» و«المحافظين»، إلا أن هؤلاء لم يكونوا منظمين بشكل جيد. حاول لينكولن بناء ائتلاف متعدد الفصائل يضم الراديكاليين و«المعتدلين» و«المحافظين» وديمقراطيي الحرب، وفي حين واجه أغلب الأحيان معارضة من الراديكاليين، فإنه لم ينبذهم مطلقًا. كان آندرو جونسون يُعتبر راديكاليًا حين أصبح رئيسًا في العام 1865، إلا انه سرعان ما أصبح خصمهم الرئيسي. ومع ذلك، لم يظهر جونسون كفاءة كسياسي ولم يتمكن من تشكيل شبكة دعم متماسكة. في خاتمة المطاف في عام 1872، نظم الجمهوريون الليبراليون، الذين أرادوا العودة إلى الجمهوريانية الكلاسيكية، حملة رئاسية ونالوا تأييد الحزب الديمقراطي للائحتهم. وحاججوا أن غرانت والراديكاليين فاسدون وأنهم فرضوا إعادة بناء لمدة طويلة جدًا في الجنوب. وتعرضوا لهزيمة كاسحة وانهارت الحركة.
في القضايا التي لم تكن متعلقة بتدمير الكونفدرالية والقضاء على العبودية وحقوق المعتوقين، اتخذ الراديكاليون مواقع على كامل الخارطة السياسية. مثلًا، أيد الراديكاليون الذين كانوا يومًا في حزب اليمين التعاريف الجمركية المرتفعة بشكل عام وعارضهم الديمقراطيون السابقون عمومًا. كان البعض مؤيدًا للمال الصلب ومحاربة التضخم في حين أيد آخرون المال الناعم والتضخم. نادرًا ما استخدم المؤرخون لمدة نصف قرن المحاججة بأن الراديكاليين كانوا مدفوعين بشكل رئيسي برغبة أنانية بتعزيز المصالح التجارية في الشمال الشرقي، وهي محاججة شاعت في الثلاثينيات من القرن العشرين. حول قضايا السياسة الخارجية، لم يتخذ الراديكاليون والمعتدلون مواقع واضحة عمومًا.

## زمن الحرب
بعد انتخابات العام 1860، سيطر الجمهوريون المعتدلون على مجلس الشيوخ. عادة ما كان الجمهورين الراديكاليون يوجهون انتقادات للينكولن الذي اعتقدوا أنه كان شديد التباطؤ في تحرير العبيد ودعم مساواتهم القانونية. وضع لينكولن جميع الفصائل في حكومته، بما في ذلك راديكاليين مثل سالمون بي تشيس (وزير الخزانة الأمريكي) الذي عينه لاحقًا رئيسًا للقضاة، وجيمس سبيد (النائب العام) وإيدوين إم ستانتون (وزير الحرب). وعين لينكولن العديد من الجمهوريين الراديكاليين، مثل الصحفي جيمس شيبرد بايك، في مناصب دبلوماسية بارزة. مع غضبهم من لينكولن، شكل بعض الراديكاليين لمدة وجيزة خلال العام 1864 حزبًا سياسيًا سمي حزب الديمقراطية الراديكالي، وكان جون سي فيرمونت مرشحهم للرئاسة حتى انسحابه. كان هنري يارفيس رايموند خصمًا جمهوريًا رئيسيًا للجمهوريين الراديكاليين. كان رايموند محررًا لصحيفة نيويورك تايمز وأيضًا رئيسًا للجنة الوطنية الجمهورية. في مجلس الشيوخ، كان السيناتور الأمريكي تشارلز سمنر والنائب ثاديوس ستيفنز الجمهوريين الراديكاليين الأشد تأثيرًا. وقادا مطلب حرب تنهي العبودية.

## سياسة إعادة الإعمار

### معارضة لينكولن
اعترض الجمهوريون الراديكاليون على شروط لينكولن لتوحيد الولايات المتحدة خلال عصر إعادة الإعمار، ورأوا في تلك الشروط تساهلًا كبيرًا. واقترحوا «قَسمًا حديديًا» يمنع من أيد الكونفدرالية من التصويت في الانتخابات الجنوبية، إلا أن لينكولن عارض اقتراحهم وما إن أقر الراديكاليون قانون ويد ديفيز في عام 1864، نقض لينكولن ذلك القانون. طالب الراديكاليون بمقاضاة أشد للحرب وبإنهاء أسرع للعبودية وتدمير تام للكونفدرالية. بعد الحرب، سيطر الراديكاليون على اللجنة المشتركة لإعادة الإعمار.

### معارضة جونسون
بعد اغتيال الرئيس الأمريكي أبراهام لينكولن، أصبح نائب الرئيس من ديمقراطيي الحرب آندرو جونسون رئيسًا. وعلى الرغم من أنه بدا للوهلة الأولى راديكاليًا، ابتعد جونسون عن الراديكاليين وبات الراديكاليون وجونسون متورطين في صراع مرير. أظهر جونسون ضعفًا كسياسي ومني حلفاؤه بهزيمة كبرى في انتخابات الشمال لعام 1866. بات الراديكاليون آنذاك يسيطرون بشكل تام على مجلس الشيوخ وبات بوسعهم إبطال أي نقض يقوم به جونسون.

### السيطرة على مجلس الشيوخ
بعد انتخابات العام 1866، سيطر الراديكاليون عمومًا على مجلس الشيوخ. نقض جونسون 21 قانونًا أقرها مجلس الشيوخ خلال ولايته، إلا أن الراديكاليين أبطلوا من بينها 15 قانونًا، بما في ذلك قانون الحقوق المدنية لعام 1866 و4 قوانين لإعادة الإعمار، كانت قد أعادت كتابة قوانين الانتخاب للجنوب وسمحت للسود بالاقتراع في حين منعت الموظفين السابقين في الجيش الكونفدرالي من الوصول إلى المناصب.